# Мисихасэ
Мисихасэ (условное японское чтение китайского названия кит. 粛填; те же иероглифы можно прочесть как асихасэ или сюкусин) — народ древней Японии, который обитал на севере страны вдоль побережья Японского моря.
Согласно хронике Нихон Сёки, мисихасэ прибыли на остров Садо во время правления императора Киммэя. В 660 г. японский полководец Абэ-но Хирафу разгромил мисихасэ в Ватарисиме по просьбе обитавших там эмиси. Местонахождение Ватарисимы точно неизвестно — Араи Хакусэки, живший в период Эдо, считал, что Ватарисима — то же, что Эдзо (позднее — Хоккайдо). О месте битвы источник говорит как об устье большой реки, которую отождествляют с Исикари.
Ряд историков отождествляют мисихасэ с известным из китайских источников народом сюшен, однако другие считают, что японцы назвали аборигенов северо-востока, основываясь на своих знаниях китайских источников, подобно тому, как сами китайцы делали это в эпоху Троецарствия. Кисао Исидзуки из университета Саппоро отождествил мисихасэ с нивхами, предположительно носителями охотской культуры, в древности охватывавшей территорию от нынешнего российского Дальнего Востока до севера о. Хоккайдо.